# 파나르 ERC

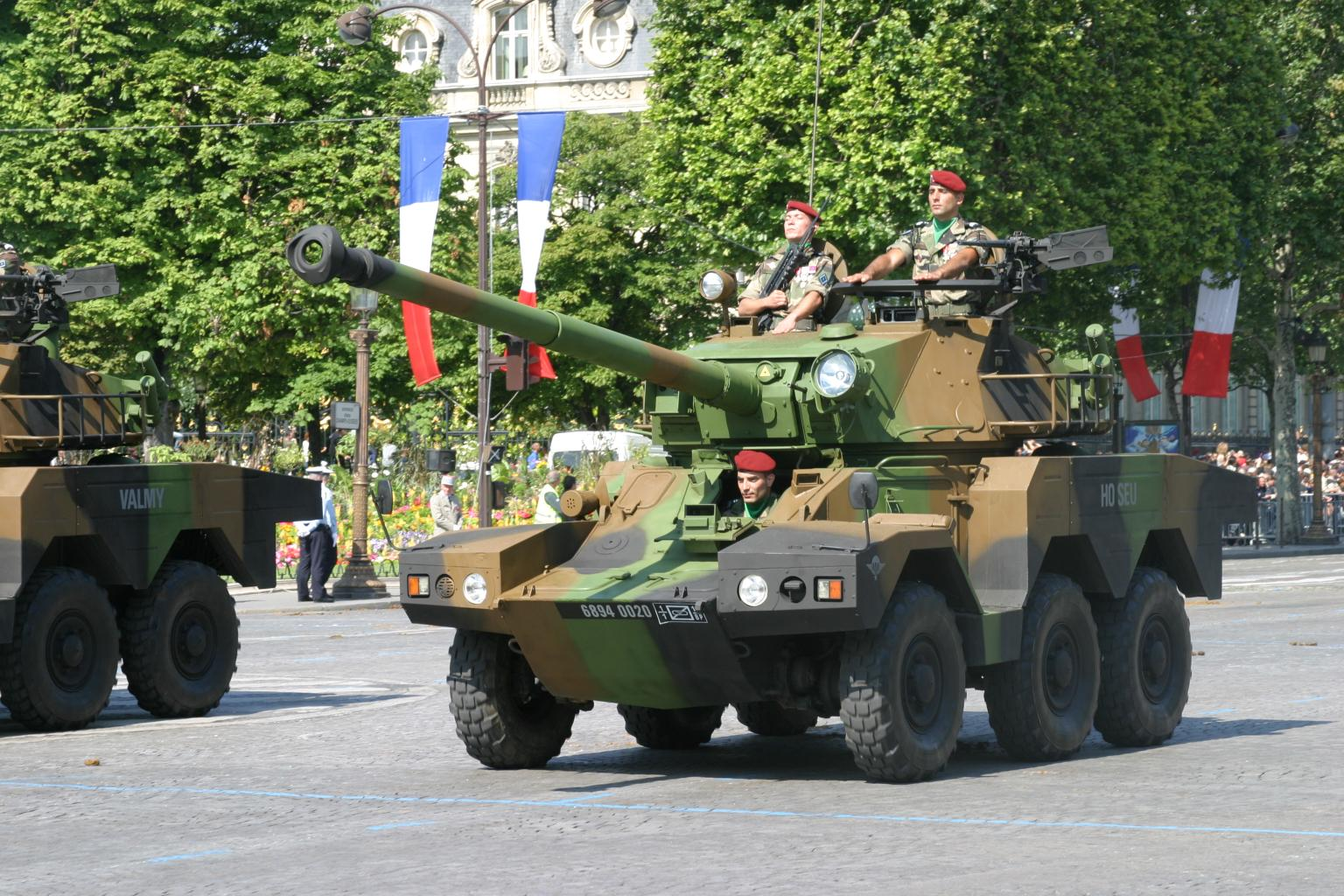
프랑스군의 군사 퍼레이드 기간 중에 나타난 ERC-90 Sagaie

파나르 ERC(Panhard ERC, Engin à Roues, Canon)는 NBC 보호 옵션을 갖춘 이동성이 높고 수륙 양용의 프랑스의 6륜 장갑차이다. 다양한 모델이 테스트되었으나 오직 2개의 ERC 버전이 대량 생산되었다: ERC-90 Lynx, ERC-90 Sagaie. 이 두 버전의 차이점은 회전포탑의 종류와 90mm포탑포의 장착 부분이다. Sagaie는 프랑스어로 아세가이(assegai)를 뜻하며 이는 아프리카 창의 일종이다.

## 변종
- EMC 81
- ERC 20 Kriss
- ERC 60-20
- ERC 90 (디젤)
- ERC 90 F1 Lynx
- ERC 90 F4 Sagaie
- ERC 90 Sagaie 2
- VCR: ERC 기반 APC.

## 운용 국가
- 아르헨티나: 12 ERC-90 Lynx[1]
- 차드: 4 ERC-90 Lynx.[1] 9 more offered by France in January 2021.[2]
- 프랑스: 190 ERC-90 Sagaie[3]
- 가봉: 6 ERC-90 Sagaie, 4 ERC-20 Kriss[4]
- 코트디부아르: 7 ERC-90 Sagaie[1]
- 멕시코: 120 ERC-90 Lynx[1]
- 나이지리아: 40 ERC-90 Sagaie, 40 ERC-90 Lynx[5]